# Algot Niklasson
Nils Olof Algot Niklasson, född 12 november 1927 i Öckerö församling, Göteborgs och Bohus län, död 21 februari 2013 i Göteborg, var en svensk evangelist inom Pingströrelsen samt författare. 
Algot Niklasson växte upp på Rörö i Göteborgs skärgård. Han gick redan vid 17 års ålder ut som evangelist och blev i unga år en av centralgestalterna i den så kallade Förnyelseväckelsen inom Pingströrelsen på 1950-talet. 
Under 1951 års predikantvecka tackade han ja till en inbjudan att predika i Östermalms Fria Församling. Det ledde till en brytning med Lewi Pethrus och Pingströrelsen. Niklasson isolerades och fick inga kallelser att predika i andra församlingar.
På ålderns fick Niklasson dock något av en upprättelse då han 2009 tilldelades Evangelistfondens hedersstipendium för sin "hängivna förkunnelse" under denna tid, vilken ansågs ha haft betydelse i flera decennier.
Algot Niklasson var far till sångaren och låtskrivaren Richard Niklasson.